# Минский тафсир
Минский тафсир (бел. Менскі тафсір, пол. Tefsir miński) — манускрипт польско-литовских татар 1686 года, содержащий текст Корана с переводом на польский язык. Является первым переводом Корана на польский и славянский в целом и третьим по счёту на европейский язык. Первые суры были написаны на турецком языке, а из девятнадцатой суры текст был написан на польском с использованием арабского алфавита. Надпись на последнем листе тафсира свидетельствует, что этот труд был переписан «имамом мусульман Минска» Урьяшем бин Исмаилом. Ранее наличие польскоязычного перевода не было известно из-за использования арабского письма и использования названия «тафсир», которое обычно означает комментарии к Корану, а не его переводы. Авторы документа использовали это название, потому что в исламе запрещен перевод Корана. В настоящее время хранится в Центральной научной библиотеке имени Якуба Коласа в Минске.